# Troță
O troță de vergă (în engleză truss of a yard) este un dispozitiv de fixare a unei vergi de partea anterioară a arborelui (catargului) unui velier. 
Este o cheie vârtej masivă, care permite mișcarea vergii atât în plan orizontal (brațare), cât și înclinarea acesteia. Acest dispozitiv este prins de mijlocul vergii prin două brățări metalice, iar de arbore printr-un cerc metalic rezistent.